# Monti di Trapani

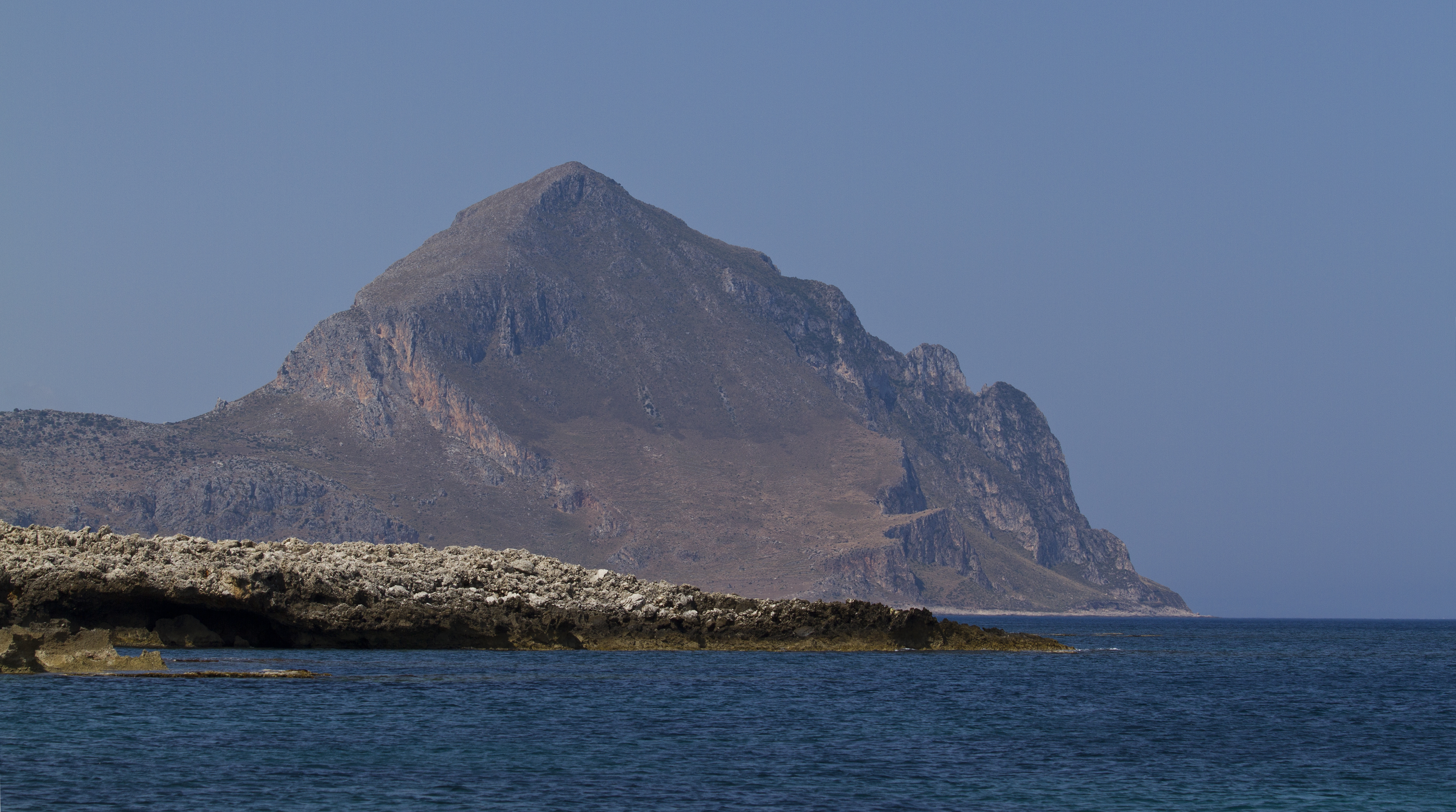
Monte Cofano, Teil des über 500 ha großen Riserva Naturale Orientata Monte Cofano

Monti di Trapani (italienisch für Berge von Trapani) ist als der westlichste Teil der nord-sizilianischen Kette eine Sammelbezeichnung mehrerer eigenständiger Berge nordöstlich und östlich von Trapani, der Hauptstadt des gleichnamigen Freien Gemeindekonsortiums auf Sizilien, die in vielen Bezügen große Zusammenhänge aufweisen.

## Geografische Ausdehnung
Die Monti di Trapani liegen im Nordwesten Siziliens und umfassen die Gemeinden Valderice, Custonaci, San Vito Lo Capo, Buseto Palizzolo, Castellammare del Golfo, Alcamo, Vita, Salemi und Calatafimi Segesta und die folgenden Berge, der Größe nach geordnet:
| - Monte Sparagio ⊙ (1110 m s.l.m.) - Monte Inici ⊙ (1065 m) - Monte Speziale ⊙ (913 m) - Monte Erice ⊙ (840 m) - Monte Bonifato ⊙ (825 m) - Montagna Grande (771 m) - Monte Polizzo ⊙ (725 m) | - Monte Cofano ⊙ (659 m) - Monte Scorace ⊙ (645 m) - Monte Baronia (630 m) - Monte Pispisa (545 m) - Monte Monaco ⊙ (532 m) - Monte di Calatafimi (523 m) |

Zwei morphologische Ausprägungen sind zu unterscheiden: Im Norden befinden sich beeindruckende Karbonreliefs, die mit dem Monte Sparagio und dem Monte Inici über die 1000-Meter-Marke emporragen. Die massigen Kalksteinblöcke sind meist durch ihre eigenen Frakturen begrenzt und bilden entsprechend steile bis senkrechte Bruchkanten, die schmale und steile Täler ausgeprägt haben. Die hohe Anzahl von Bruchkanten – auch im Untergrund – sind sehr wasserdurchlässig und daher ein wichtiger Wasserspeicher. Diese Wässer dringen zum Teil in große Tiefe und ergießen sich beispielsweise in der sogenannten Gorgo-Gruppe mit Temperaturen über 40° Celsius. Diese Thermalquellen wussten schon Griechen und Römer, später Badende islamischer und normannischer Zeit zu nutzen.
Im Süden, also von der Küstenlinie abgewandt, sind die Hügel weniger steil und die Täler breit. Der Boden ist hier tonig und fruchtbar.

## Flora und Fauna

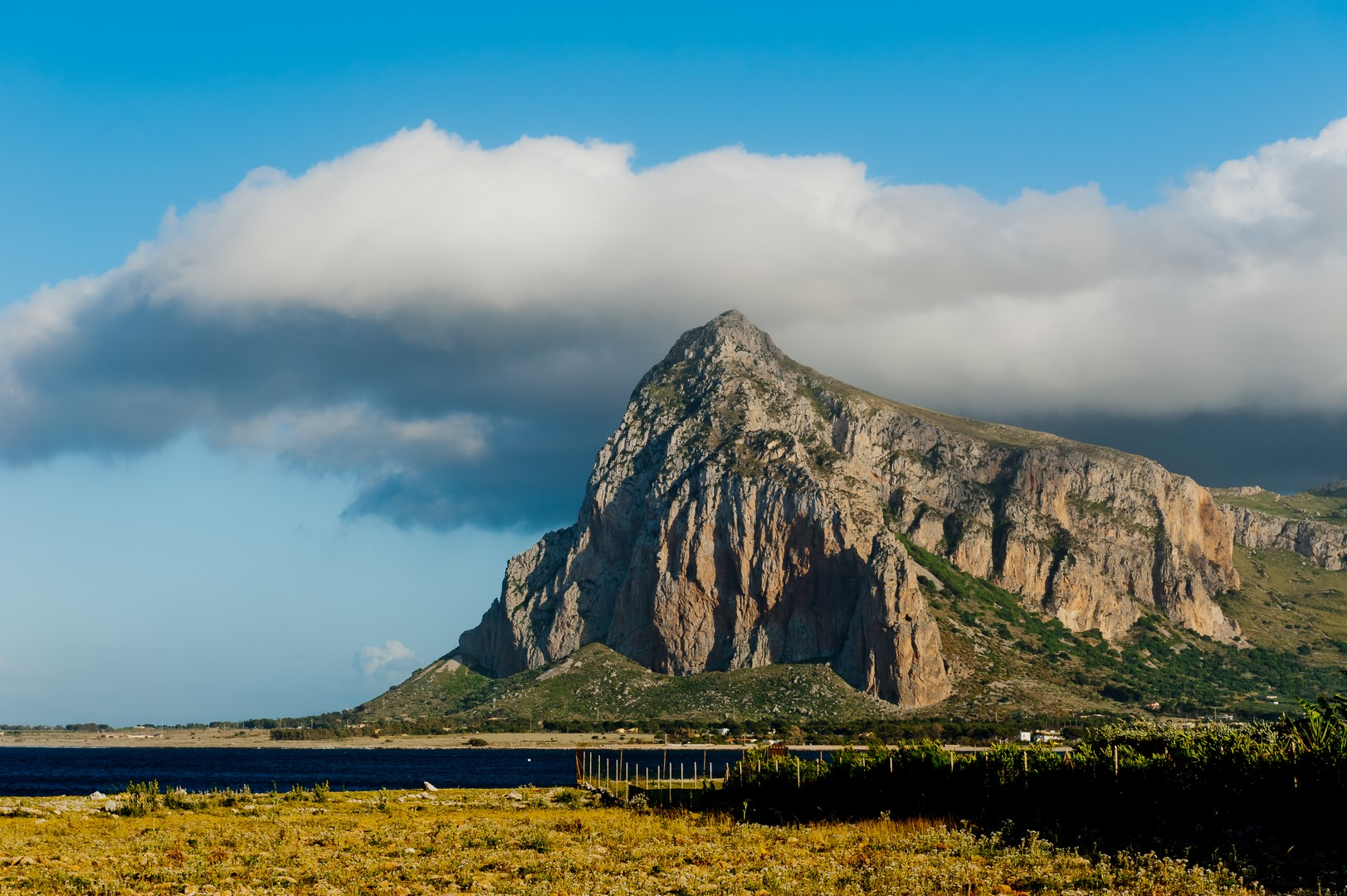
Der Monte Monaco

Die ganze Region ist durch eine intensive Entwaldung der Berge gekennzeichnet, die sowohl der traditionellen Agrarwirtschaft, aber auch zunehmend der Urbanisierung geschuldet ist. Statt Wald, wie er hier ursprünglich flächendeckend anzutreffen gewesen sein wird, prägen mosaikartige Flächen von Strauch- und Staudengewächsen die mediterrane Vegetation. Vorherrschend in der mit Kalksteinreliefs eingebetteten Landschaft ist vor allem der Diss (Ampelodesmos mauritanicus), der zu den Süßgräsern gehört. Daneben gibt es eine reiche Phytozönose von waldartigen Pflanzen wie immergrünen Eichen, die die höchste Stufe der Abfolge innerhalb des langen Prozesses der Wiederbelebung nach Überweidung, Abholzung oder Waldbränden darstellen. Ausgangspunkt ist die Aufgabe ursprünglich landwirtschaftlich genutzter Flächen, der über lange Zeiträume an Zeichen der Anthropisierung wie Terrassen, Trockenmauern oder kleinräumigen Siedlungsstrukturen nachgewiesen werden können.
Ursprüngliche Waldformationen finden sich nur noch sehr vereinzelt und rudimentär (Bosco Angimbè oder Monte Scorace). Sie wurden von künstlichen Neuanpflanzungen oder zum Teil nicht endemischen Arten abgelöst (Nadelbäume oder exotische Laubbäume am Monte Inici, Sparagio, Scorace, Baronia). Im Extremfall können diese Exoten die natürliche Waldpopulation in der Entwicklung behindern. Natürlich vorkommend sind hier einige auf Sizilien endemische Arten wie der zu den Kreuzblütlern gehörende Brassica villosa, die Korbblütler Carlina sicula, Centaurea ucriae und Cynara cardunculus, die Dreifarbige Winde (Convolvulus tricolor) oder das Heidekrautgewächs Erica sicula, teilweise jedoch ohne ein eigenes Biotop.
Der ursprüngliche Ackerbau mit der agrarisch-typischen Rotation der Dreifelderwirtschaft und vereinzelten Baumkulturen wie Oliven oder Mandeln sind heute nolens volens weitgehend durch monokulturistischen Weinanbau abgelöst worden. Auch der Gemüseanbau ist fast vollständig verschwunden.

## Menschliche Spuren

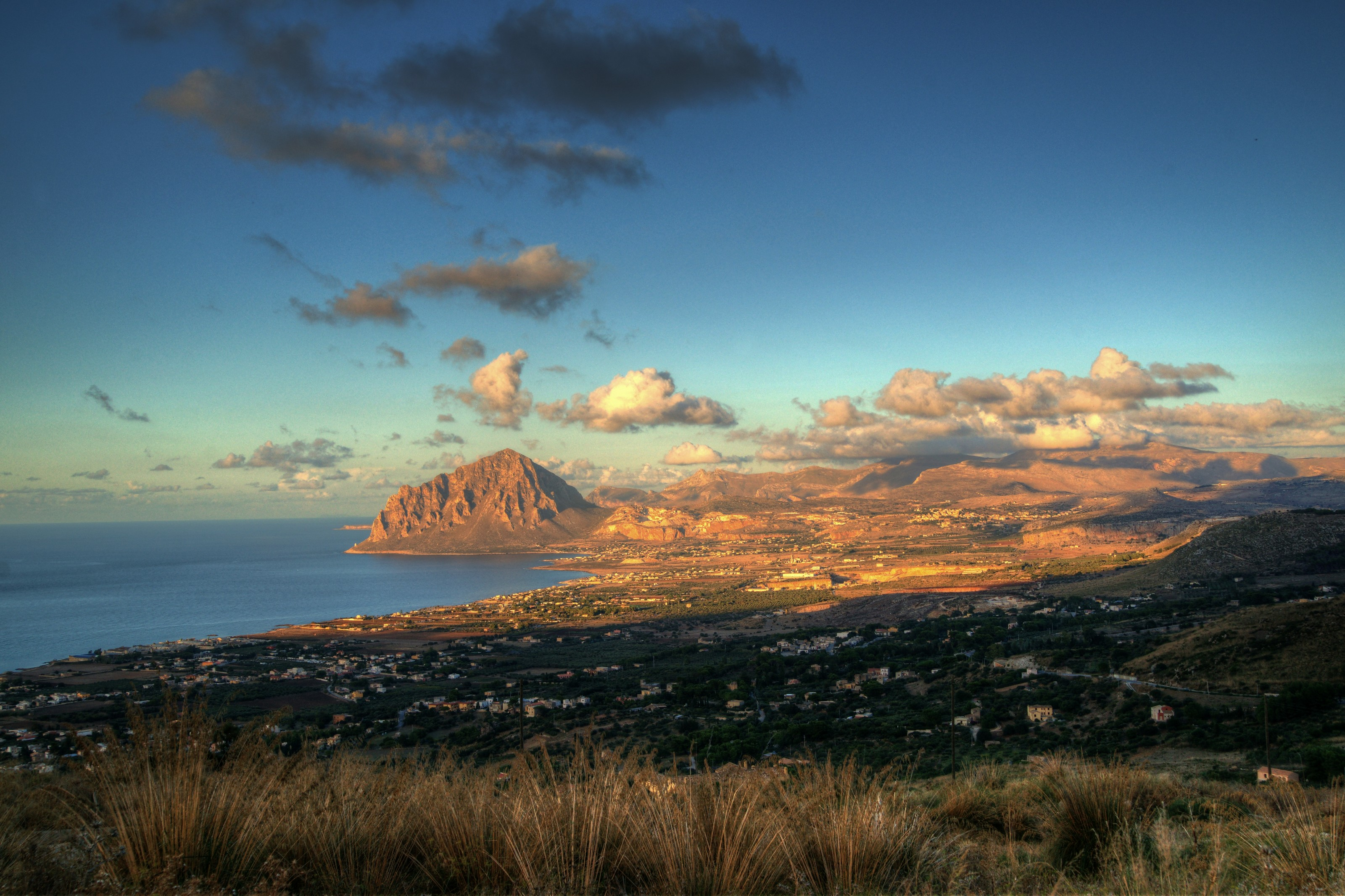
Blick vom Erice zum Monte Cofano, in Wolken der Sparagio

Schon weit über 1000 Jahre vor unserer Zeitrechnung waren die Elymer in dieser Region ansässig, wie Bodenfunde in Segesta, Erice und Entella, den drei Zentren dieser Hochkultur, beweisen. Invasionen und Eroberungen lösten über die Jahrhunderte eine Zivilisation nach der anderen ab. Alle hinterließen gewisse Zeugnisse ihrer jeweiligen sozialen Errungenschaften. Alle veränderten mehr oder weniger die Landoberfläche, sei es mit Rodungen, mit Bauwerken oder der Pflanzung bestimmter agrarischer Kulturen wie dem Weinbau.
Unter der Schirmherrschaft des Ministeriums für Kultur und Umwelt führt die Universität Granada archäologische Studien durch, die ältere Ergebnisse zu prähistorischen Untersuchungen verifizieren sollen. Dieses Forschungsprojekt unter dem Namen „MEditerranean MOutainous LAndscapes“ (MEMOLA) umfasst den gesamten Zeitraum menschlichen Eingriffs in die Natur.
Während in römischer Zeit der Anbau von Getreide, Wein und Oliven dominierte, veränderte man zu islamischer Besatzungszeit die Landoberfläche nachhaltiger und nahezu über ganz Sizilien, indem ein Netz von Bewässerungskanälen und hydraulischen Systemen angelegt wurde, das landschaftsbildprägend war. Frühere Studien zu diesen Eingriffen wurden lange Zeit ignoriert, doch mithilfe der MEMOLA-Studien gilt das Wissen über diese Infrastruktur jetzt als gesichert. Auch gilt inzwischen als sicher, dass es hier befestigte Getreidespeicher gab, wie sie sich noch im Norden von Marokko und im Süden der Iberischen Halbinsel befinden. Weitere Toponymen arabischer Herkunft über die ganzen Monti di Trapani verstreut verdeutlichen dieses Bild umwälzender Eingriffe zu dieser Zeit.
Die Vertreibung der Muslime bewirkte eine großflächige Entvölkerung der Landschaft, deren Wiederbesiedlung zu verstreuten Siedlungen führte. Diese für Sizilien typische Bauform mit einem zentralen Haupthaus und den Hof umgebenen Nebenhäusern wird Baglio genannt.
Erst für die Zeit der Normannen-Besiedlung vermutet man heute den Beginn der Entwaldung und die Bildung städtischer Agglomerationen, wie wir sie von heute kennen. Dadurch änderte sich der Bewuchs der Landschaft zusehends und diese verlor ihre Identität. Nach dem Verständnis von MEMOLA dient die Archäologie nicht allein der Bergung und Dokumentation von Hinterlassenschaften früherer Kulturen, sondern sie will die diachronische Nutzungsgeschichte aufzeigen, um den Erhalt traditioneller Landnutzungen, insbesondere zum Schutz des Grundwassers und/oder Oberflächenwassernutzung zu ermöglichen.